# 罗螺
罗螺（学名：Purpura panama），是新腹足目骨螺科Purpura的一种。主要分布于中国大陆、台湾，常栖息在潮间带的礁岩上和低潮线下。